# NK Ljubljana
NK Ljubljana je slovenski nogometni klub iz Ljubljane, ki je bil ustanovljen leta 1909. Leta 2005 je bil ukinjen zaradi finančnih težav, a kasneje ponovno ustanovljen kot FC Ljubljana. 
Petkrat je osvojil naslov prvaka v slovenski republiški ligi, v sezonah 1948/49, 1962/63, 1966/67, 1967/68  1988/89.

## Ime kluba
- SK Hermes (1909-1924)
- ŽSK Hermes (1925-1940)
- NK Železničar Ljubljana (1945-1952)
- ŽNK Ljubljana (1953-1990)
- Eurospekter Ljubljana (1991)
- AM Cosmos Ljubljana (1992-1993)
- NK Železničar Ljubljana (1994-1999)
- Viator&Vektor Ljubljana (2000-2005)

## Znani nogometaši
| - Janez Istenič - Milenko Ačimovič - Enver Adrović - Milan Anđelkovič - Roman Bengez - Gjergji Dema - Robert Englaro - Saša Gajser - Primož Gliha - Rok Hanžič - Dragan Hasanagić - Srečko Katanec - Darko Karapetrovič - Marko Kmetec - Maksimilijan Mihelčič | - Peter Mesesnel - Željko Milinovič - Vlado Miloševič - Stojan Plešinac - Denis Selimovič - Bojan Škufca - Miha Šporar - Ivan Tahirovič - Sašo Udovič - Samo Vidovič - Mihael Vončina - Janez Zavrl - Gregor Zore - Dražen Žeželj |  |